# Бамусса, Абдулла
Абдулла Бамусса (итал. Abdoullah Bamoussa; род. 8 июня 1986, Oulad Berhil, Сус — Масса) — итальянский легкоатлет марокканского происхождения, специалист по бегу на средние и длинные дистанции, кроссу и стипльчезу. Выступает на профессиональном уровне с 2008 года, победитель и призёр первенств национального значения, участник летних Олимпийских игр в Рио-де-Жанейро.

## Биография
Абдулла Бамусса родился 8 июня 1986 года в городке Улад-Берхил, Марокко. После переезда в Италию некоторое время играл в футбол, а в 2003 году перешёл в лёгкую атлетику.
С 2008 года активно выступал на различных соревнованиях в Италии в беге на средние и длинные дистанции, в том числе бегал стипльчез и полумарафоны, участвовал в соревнованиях по горному бегу и кроссу.
В 2015 году получил итальянское гражданство и в составе итальянской сборной стартовал на чемпионате Европы по кроссу в Йере, закрыл тридцатку сильнейших.
В 2016 году в беге на 3000 метров с препятствиями занял седьмое место на чемпионате Европы в Амстердаме. Благодаря череде удачных выступлений удостоился права защищать честь страны на летних Олимпийских играх в Рио-де-Жанейро — на предварительном квалификационном этапе стипльчеза показал результат 8:42.81, чего оказалось недостаточно для выхода в финальную стадию.
В 2017 году помимо прочего в стипльчезе стал пятым на командном чемпионате Европы в Лилле, выступил на чемпионате мира в Лондоне, где в финал не вышел.
Впоследствии больше не принимал участия в крупных международных стартах, в основном делал ставку на коммерческие шоссейные пробеги.